# Lily Garza
Lily Garza (n. México) es una actriz y directora mexicana.

## Filmografía

### Actriz
Telenovelas
- Mi corazón es tuyo (2014-2015) - Señorita Rojas
- Juro que te amo (2008-2009)
- Amor sin maquillaje (2007)
- Luz Clarita (1996-1997) - Brígida
- Baila conmigo (1992)
- En busca del paraíso (1982-1983) - Josefina

Películas
- Es Navidad con Timbiriche (1985)
- ¡¡Cachún cachún ra-ra!! (Una loca, loca, preparatoria) (1979) - Lilí
- El vuelo de la cigüeña (1979)
- Alucarda, la hija de las tinieblas (1978) - Daniela Oszek
- Los pequeños privilegios (1977) - Amiga 1
- Renuncia por motivos de salud (1976) - Martha

Series de TV
- Como dice el dicho (2011-)
  - Capítulo Nunca tengas miedo del día... (2013) - Guadalupe
- Qué chavas (1994) (actriz y guionista)
- Cachún cachún ra ra! (1981/87) - Lilí

### Directora de escena
Telenovelas
- Mi amor sin tiempo (2024)
- Fuego ardiente (2021)
- Y mañana será otro día (2018)
- Mujeres de negro (2016)
- A que no me dejas (2015-2016)
- Mi corazón es tuyo (2014-2015)
- Amor bravío (2012)
- Segunda parte de Cuando me enamoro (2010-2011)
- Juro que te amo (2008/09)
- Yo amo a Juan Querendón (2007)
- Sueños y caramelos (2005)
- Piel de otoño (2004)
- De pocas, pocas pulgas (2003)
- ¡Vivan los niños! (2002-2003)
- María Belén (2001)
- Primera parte de Carita de ángel (2000-2001)
- Por tu amor (1999)
- Segunda parte de Camila (1998-1999)
- Una luz en el camino (1997-1998)

Unitarios
- La rosa de Guadalupe (2008-)

## Premios y nominaciones

### Premios TVyNovelas
| Año  | Categoría                 | Telenovela              | Resultado |
| ---- | ------------------------- | ----------------------- | --------- |
| 2016 | Mejor dirección de escena | A que no me dejas       | Ganadora  |
| 2015 | Mejor dirección de escena | Mi corazón es tuyo      | Nominada  |
| 2008 | Mejor dirección de escena | Yo amo a Juan Querendón | Nominada  |
| 2006 | Mejor dirección de escena | Sueños y caramelos      | Nominada  |